# Stephan Leithner

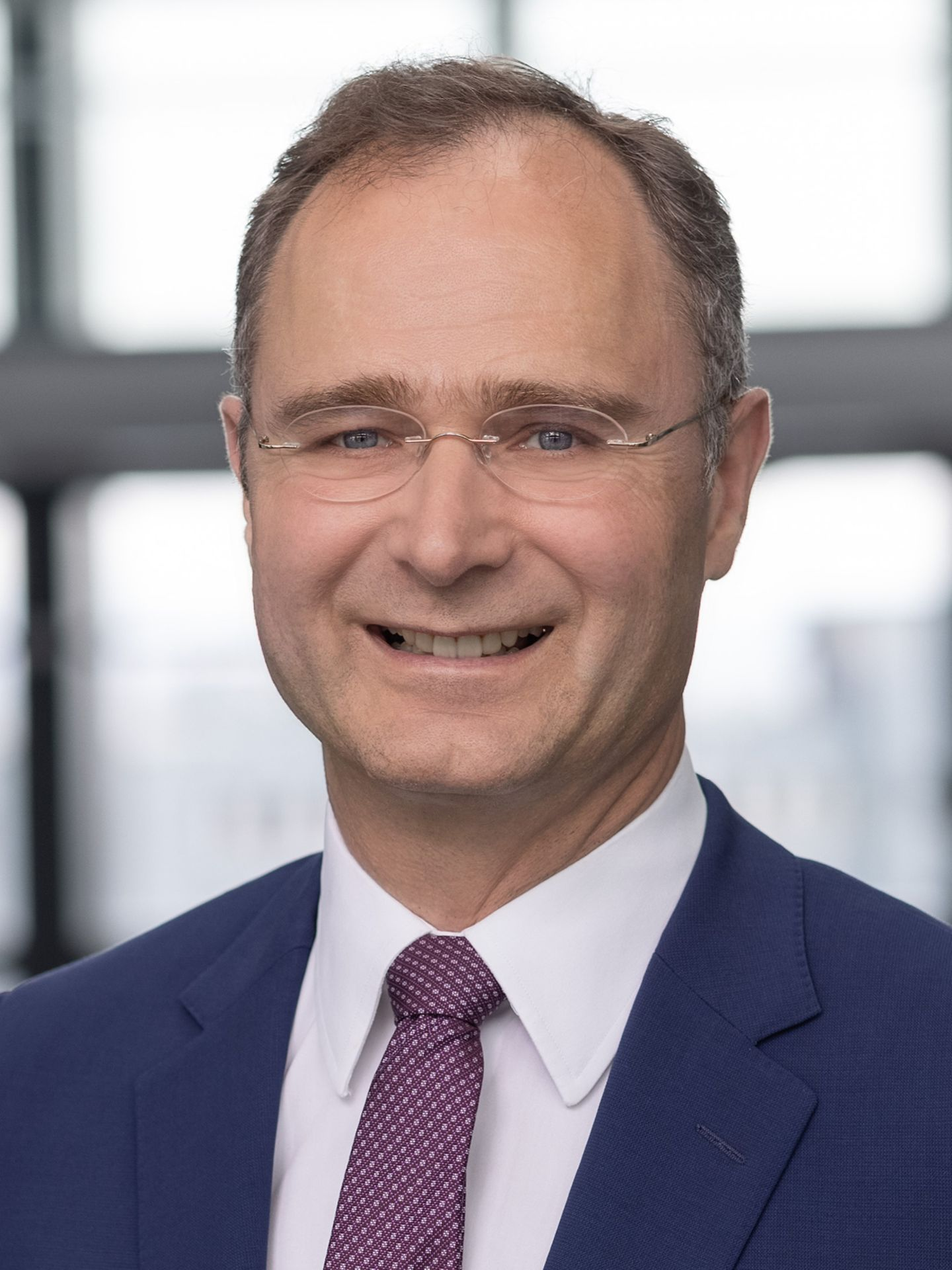
Stephan Leithner

Stephan Leithner (* 15. Mai 1966 in Innsbruck) ist ein österreichischer Manager. Seit 2018 ist er Mitglied des Vorstandes der Deutsche Börse AG und seit dem 1. Januar 2025 dessen Vorsitzender.

## Werdegang
Stephan Leithner studierte von 1985 bis 1989 an der Universität St. Gallen (Schweiz) und promovierte im Jahr 1992 in Finanzwissenschaften.
Seine berufliche Karriere begann er als wissenschaftlicher Mitarbeiter am Schweizer Institut für Banken und Finanzen in St. Gallen (Schweiz). 1992 wechselte Stephan Leithner zur Unternehmensberatung McKinsey & Company und arbeitete in Frankfurt, New York (USA) und München, ab 1997 als Partner. Von 2000 bis 2015 war Leithner für die Deutsche Bank AG tätig. 2012 wurde Stephan Leithner in den Vorstand der Deutsche Bank AG berufen. 2016 wechselte er als Partner (Private Equity) zum schwedischen Finanzinvestor EQT Partners GmbH nach München.
Seit 2018 ist Leithner Mitglied des Vorstandes der Deutsche Börse AG. Zunächst war er verantwortlich für das Ressort Pre- & Post-Trading. Im März 2024 wurde er zum stellvertretenden Vorsitzenden des Vorstandes ernannt. Von Juni bis Jahresende 2024 führte er das Segment Investment Management Solutions. Im Oktober 2024 wurde Stephan Leithner zum Co-CEO der Deutsche Börse AG berufen und führte in dieser Position gemeinsam mit seinem Vorgänger Theodor Weimer das Unternehmen bis Ende 2024.
Seit dem 1. Januar 2025 ist Stephan Leithner CEO der Deutsche Börse AG.
Leithner ist Mitglied der Börsensachverständigenkommission und sitzt im Vorstand der Baden-Badener Unternehmer Gespräche e.V., wo er auch das Amt des Schatzmeisters innehat.
Leithner ist Teil des Kuratoriums der Schirn Kunsthalle Frankfurt.

## Privatleben
Stephan Leithner ist verheiratet und hat drei Kinder.